# Мало Рибаре
Мало Рибаре (алб. Ribar i Vogël) је насеље у општини Липљан, Косово и Метохија, Република Србија.

## Становништво
| Демографија | Демографија | Демографија |
| Година      | Становника  | Становника  |
| ----------- | ----------- | ----------- |
| 1948.       | 246         |             |
| 1953.       | 274         |             |
| 1961.       | 340         |             |
| 1971.       | 473         |             |
| 1981.       | 519         |             |
| 1991.       | 695         |             |